# Ivan Timofejev
Ivan Timofejev (ryska: Иван Тимофеев), född omkring 1555, död i mars 1631, var en rysk krönikeskrivare.
Timofejev var 1598 djak (kansliskrivare) vid en prikaz i Moskva och vistades som kanslist i Novgorod från 1606 till stadens erövring av svenskarna 1610. På uppmaning av metropoliten Isidor i Novgorod skrev han 1616–17 en krönika, Vremennik, om den "stora oredan". Handskriften, kom att bevaras i Floristjevska klostret i guvernementet Vladimir, ger en historisk överblick av tilldragelserna i Ryssland från Ivan IV till Vasilij IV. Den trycktes i "Russkaja istoritjeskaja biblioteka", utgiven av Arkeografiska kommissionen och undersöktes kritiskt av Sergej Platonov (1888). Som historisk källskrift anses den ha stort värde.